# Pierre-François Martin-Laval

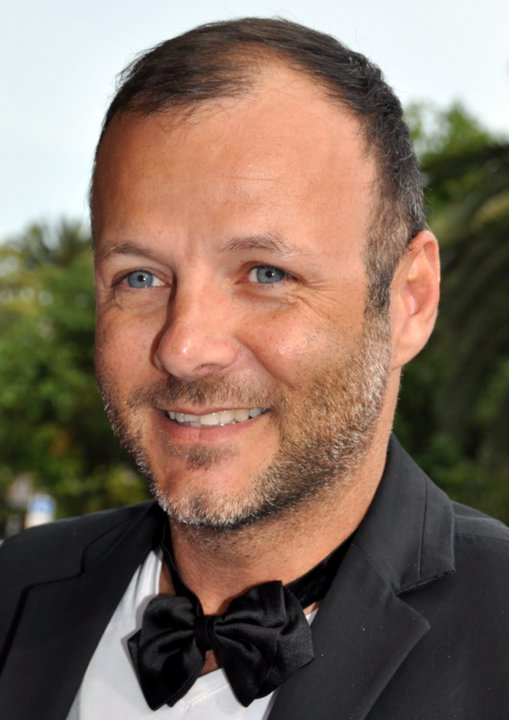
Pierre-François Martin-Laval (Cannes 2011)

Pierre-François Martin-Laval, auch Pef (* 25. Juni 1968 in Marseille, Frankreich) ist ein französischer Schauspieler, Filmregisseur und Drehbuchautor.

## Biografie
Von 1988 bis 1991 studierte Martin-Laval an der Schauspielschule Cours Florent und wurde neben Isabelle Nanty auch von Denise Bonal und Yves Le Moign unterrichtet. Während dieser Zeit lernte er die Schauspieler Marina Foïs, Élise Larnicol, Maurice Barthélémy, Jean-Paul Rouve und Pascal Vincent und gründete mit ihnen gemeinsam das Schauspielensemble Les Robins des Bois. Er selbst verlegte sich mehr auf das Schreiben der Sketche, während die anderen sie spielten. So kam er auch mit der Regie in Berührung. Nachdem er bereits mit am Drehbuch der Komödie RRRrrrr!!! schrieb, inszenierte er 2006 mit sich selbst in der Hauptrolle das von ihm geschriebene Drehbuch zur Liebeskomödie Essaye-moi. Neben Foïs spielten auch Kad Merad, Pierre Richard und Julie Depardieu mit.

## Filmografie (Auswahl)
Schauspiel
- 1999: Die Frau auf der Brücke (La Fille sur le pont)
- 1999: Sandrine sieht rot (Trafic d’influence)
- 2001: Stirb nicht zu langsam (La tour Montparnasse infernale)
- 2002: Asterix & Obelix: Mission Kleopatra (Astérix & Obélix: Mission Cléopâtre)
- 2003: Das Geheimnis der Frösche (La prophétie des grenouilles)
- 2004: RRRrrrr!!!
- 2006: (Welt) All inklusive (Un ticket pour l’espace)
- 2010: Weihnachtsmann Junior – Der Film (Santa’s Apprentice)

Drehbuch
- 1999: Le pire des Robins des Bois
- 2000: L’instant norvégien
- 2000: La cape et l’épée
- 2004: RRRrrrr!!!
- 2006: Essaye-moi
- 2009: King Guillaume

Regie
- 2006: Essaye-moi
- 2009: King Guillaume
- 2013: School Camp – Fies gegen mies (Les Profs)
- 2018: Gaston Lagaffe
- 2019: Das Wunder von Marseille (Fahim)